# Sanne Keizer
Sanne Keizer (Doetinchem, 6 februari 1985) is een Nederlands professioneel beachvolleybalster en indoor volleybalster. In het dagelijkse leven is Keizer werkzaam bij de politie.
In het indoor startte Keizer in 1996 bij de club Orion Doetinchem. Andere teams waar ze speelde zijn Longa Lichtenvoorde en Martinus Amstelveen. Van 1997 tot 2002 speelde ze bij het Nederlandse jongerenteam in haar leeftijdscategorie.
Keizer werd internationaal beachvolleybalster in 2002, op 17-jarige leeftijd. Bij de Europese kampioenschappen -18 jaar bereikte ze de finale, maar verloor die. Bij de Wereldkampioenschappen -18 jaar in Griekenland eindigde ze op de eerste plaats. In het beachvolleybal heeft ze met een aantal partners gespeeld: In 2002 met Arjanne Stevens, in 2003-2004 met Merel Mooren, van 2005 tot 2007 met Marrit Leenstra, van 2007-2009 met Mered de Vries en vanaf 2009 met Marleen van Iersel. In 2009 stond ze met Marleen van Iersel op de 6e plaats op de wereldranglijst en werd ze vijfde bij de WK in Stavanger.
Keizer en Van Iersel vertegenwoordigden Nederland op de Olympische Spelen in Londen en bereikten de kwartfinale van het beachvolleybal.